# James H. Wilkinson
James Hardy Wilkinson (Strood, 27 settembre 1919 – Teddington, 5 ottobre 1986) è stato un matematico britannico, conosciuto per i suoi contributi in analisi numerica, per i quali ha ricevuto il Premio Turing nel 1970.
Un anno dopo la sua morte gli è stato assegnato il Premio Chauvenet.